# Střelba v Bratislavě (1919)
Střelba v Bratislavě (též známá jako Krvavá středa) byla vyústěním srážek mezi německým a maďarským obyvatelstvem Bratislavy a československými legionáři v rané fázi formování československého státu. 
V té době tvořili Slováci v Bratislavě menšinu ve srovnání s Němci a Maďary 3. února 1919, den před příjezdem vlády Vavro Šrobára, vypukla v Bratislavě rozsáhlá stávka pošťáků a železničářů, ke které se později připojili i zaměstnanci elektráren i jiných závodů. Stávka začala kvůli sociálním požadavkům, byla však rychle zpolitizována a spojena s požadavky národnostního charakteru. 12. února se stávka rozšířila do Nitry, Nových Zámků, Komárna, Lučence a Zvolena. Ochromení dodávek zboží a energií a infrastruktury mělo podnítit nepokoje proti formujícího se státu a zlikvidovat ho už v jeho zárodku. Protesty vyvrcholily 12. února 1919, kdy se maďarští nacionalisté pokusili ovládnout shromáždění svolané dělnickou radou. Kromě národnostních projevů – vyvěšování maďarských vlajek a vydání prohlášení o brzkém znovuobsazení města maďarskou armádou, doprovázela protesty střelba z oken a dav napadal legionáře kameny. Napadl i italského velitele posádky Riccardo Bareccu, načež vypukl chaos a legionáři rozehnali dav střelbou. Po střelbě zůstalo na místě 6 mrtvých a 13 těžce raněných, z nichž dva zranění později podlehli. Tragédii připomíná hrob na hřbitově ve Slavičím údolí.